# Illusionernas bok
Illusionernas bok (The Book of Illusions), är en roman av Paul Auster, utgiven 2002.

## Handling
Handlingen utspelar sig under 1980-talet. Huvudpersonen David Zimmer är en universitetsprofessor som blivit djupt deprimerad och isolerat sig från omvärlden sedan hans fru och två söner omkommit i en flygolycka. Efter att ha sett en stumfilm från 1920-talet av den bortglömde skådespelaren och regissören Hector Mann blir han besatt av dennes liv och verk och börjar skriva en bok om honom. När boken publicerats får han ett brev från Manns fru som inbjuder honom att träffa Mann och Zimmer får då djupare inblick i hans märkliga öde, samtidigt som han börjar försonas med sitt eget.